# Untersteinach (Bawaria)
Untersteinach – miejscowość i gmina w Niemczech, w kraju związkowym Bawaria, w rejencji Górna Frankonia, w regionie Oberfranken-Ost, w powiecie Kulmbach, siedziba wspólnoty administracyjnej Untersteinach. Leży przy drodze B289, B303 i linii kolejowej Lichtenfels/Stadtsteinach – Neuenmarkt – Hof.
Gmina położona jest 6 km na północny wschód od Kulmbach i 33 km na południowy zachód od Hof.

## Dzielnice
W skład gminy wchodzą trzy dzielnice: 
- Gumpersdorf
- Hummendorf
- Untersteinach

## Polityka
Wójtem jest Heinz Burges (SPD). Rada gminy składa się z 13 członków:
|      | CSU | SPD | Związek Wyborczy Untersteinach | Razem     |
| 2002 | 3   | 7   | 3                              | 13 miejsc |

## Współpraca
Miejscowość partnerska:
- Mogilany, Polska